# Droga wojewódzka nr 785
Droga wojewódzka nr 785 (DW785) – droga wojewódzka w województwach: łódzkim i świętokrzyskim o długości 33 km łącząca DW784 w Ciężkowicach z DW742 we Włoszczowie. Droga przebiega przez powiaty: radomszczański i włoszczowski.

## Miejscowości leżące przy trasie DW785
- Kurzelów
- Włoszczowa
- Maluszyn
- Żytno